# Allison Robertson
Allison Rae Robertson (ur. 26 sierpnia 1979) – amerykańska gitarzystka zespołu The Donnas.

## Życiorys
Allison Robertson urodziła się 26 sierpnia 1979 roku w North Hollywood w stanie Kalifornia. Pochodzi z muzykalnej rodziny. Jej ojciec – Baxter Robertson – jest muzykiem sesyjnym. Piosenka „Feel The Night” jego autorstwa znalazła się na ścieżce dźwiękowej filmu Karate Kid. Ostatnio zaangażował się w projekt „The Garcia Brothers Band”, gdzie śpiewa, gra na klawiszach i gitarze. Z kolei jej matka pracowała w kilku wytwórniach muzycznych. Również jej siostra poszła w ślady rodziców co zaowocowało m.in. ich wspólnym projektem Elle Rae.
Allison Robertson urodziła się w miejscowości North Hollywood, jednak we wczesnych latach swojego życia przeprowadziła się do Palo Alto. Naukę gry na gitarze rozpoczęła w wieku 12 lat. Dwa lata później wraz z koleżankami ze szkoły – Brett Anderson, Torry Castellano, Maya Ford – założyła zespół Ragady Anne, który następnie przekształcił się w The Donnas. Do końca liceum Allison łączyła grę w zespole z nauką po czym całkowicie poświęciła się występom estradowym. W 2001 wzięła ślub z Robertem Shimpem – producentem albumu Spend the Night. Małżeństwo trwało dwa lata.

## Projekty
Allison Robertson zaangażowana jest w szereg projektów muzycznych. Jednym z nich jest Elle Rae, który współtworzy wraz z siostrą. Ich oficjalna strona znajduje się w serwisie MySpace. Dotychczas nagrały dwie piosenki „In The End” oraz cover zespołu Split Enz „Six Months In A Leaky Boat”.
Od 2007 Allison Robertson udziela się także w projekcie Loud Lion, który współtworzy wraz z muzykami takich zespołów jak Rooney, The Darling Alarm, Bang Camaro, Andrew WK, Bleu, L.E.O.
Od maja 2007 roku Allison prowadzi audycję radiową „Fun in The Dungeon with Allison Robertson” w radiu internetowym Women Rock Radio.

## Instrumenty
Pierwszą gitarą Allison Robertson był Fender GNL należący do jej ojca. Wkrótce potem nabyła swój pierwszy instrument, którym był robiony w Meksyku czarny Fender Telecaster. Kolejną gitarą był Les Paul Studio wymieniony później na wersje Standard. Obecnie wśród kolekcji gitar Allison można wymienić:
- 2 Les Paul Standards (Tobacco Burst, Ebony),
- 1 SG Classic, 1 Spirit,
- 1 TV Yellow Junior,
- 2 Les Paul Studios (Originally Burgundy, Ebony),
- 1 Junior Special,
- 1 Melody Maker,
- 1 L6-S, 1 Les Paul Recording,
- 1 '69 Les Paul Custom,
- 1 Flying V

Od początku swojej kariery Allison Robertson korzysta ze wzmacniaczy firmy Marshall. Obecnie jest to JCM 2000 DSL100 head oraz 1960AV cabinet.

## Inspiracje
Gitarzyści, których Allison Robertson ceni najbardziej za ich dokonania muzyczne to Peter Buck (R.E.M.), Michael Bruce & Glen Buxton (Alice Cooper), Bonnie Raitt, Ritchie Blackmore, Tom Keifer (Cinderella), Ace Frehley, Johnny Thunders, Graham Coxon (ex-Blur), Robbie Krieger (The Doors), Joey Santiago (The Pixies), George Harrison, Andy Partridge & Dave Gregory (XTC), Angus & Malcolm Young (AC/DC, Keith Richards.
Z kolei jej ulubieni artyści to The Doors, późny The Beatles, The Rolling Stones, The Edgar Winter Group, Sloan, Alice Cooper, Badfinger, Golden Earring, Steppenwolf, Blue Cheer, Bonnie Raitt, Heart, Sleepy Jackson, STYX, KISS i Wings.